# らっきータイム
『らっきータイム』 (Lucky Time) は1995年3月まで青森放送で放送されていた情報番組。

## 概要
『ザ・ワイド』（日本テレビ）終了直後の15:50 - 16:00に放送されていた平日午後のミニ番組。青森放送アナウンサーの綱川和夫がメインキャスターを、稲葉直子と中野陽子が綱川のパートナーを務めていた。内容は企業の製品などの紹介がメインで、視聴者プレゼントも行っていた。番組のラストでは毎回「ラッキーねっ!」のセリフで締めていた。
番組は1995年春の改編を機に終了。替わって平日17時台で『情報なんでもワイド・出会いふれあい生テレビ!』がスタートした。
| 青森放送 平日の情報番組      | 青森放送 平日の情報番組 | 青森放送 平日の情報番組                     |
| 前番組                       | 番組名                  | 次番組                                      |
| ---------------------------- | ----------------------- | ------------------------------------------- |
| チャウチャウ15分 ※午前に放送 | らっきータイム          | 情報なんでもワイド・出会いふれあい生テレビ! |